# Wordsworth Donisthorpe
Wordsworth Donisthorpe (1847- 1913) fou un anarquista individualista i inventor anglès, pioner de la cinematografia i promotor dels escacs.

## Família
Molts dels avantpassats i familiars de Wordsworth Donisthorpe van ser fabricants de rellotges, inclòs el seu besavi Joseph. La mare de Wordsworth era la besnéta del poeta William Wordsworth i, el seu pare, George Edmund Donisrsthope, tenia una ment brillant i una gran educació. El seu germà, Horace Donisthrope, era un mirmecòleg.
Donisthorpe es va casar amb Anna Maria Anderson el 17 de Desembre de l'any 1873. Poc després, es van separar. L'any 1911 va tenir una filla demb Edith Georgina Fleming, dona que considerava la seva segona muller.

## Educació
Wordsworth Donisthorpe va estudiar a l'escola de Leeds i l'any 1865 va assistir al Trinity College, a Cambridge, on va ser un Maths Wrangler, un dels estudiants col·locats en la primera classe de Matemàtiques (degut a l'alt nivell que presenten en el camp). Va fundar la Liberty and Poetry Defence League, l'any 1882, i va ajudar a fundar la British Chess Association i el British Chess Club, l'any 1885. Durant els anys que va assistir a la universitat, es va convertir en un activista polític. 

## Obres
L'any 1876 va sol·licitar una patent per a una càmera que va anomenar “Kinesigraph” i la qual afirmava haver-ne creat un model a finals de 1870.
L'any 1890 va crear, juntament amb el seu cosí W.C.Crofts, una imatge en moviment de la plaça Trafalgar de Londres. Un any abans, la càmera que va crear aquesta imatge en moviment va ser patentada. També ho va ser el projector utilitzat per a ensenyar els plans.